# Vitnyédy István
Vitnyédy István, Vitnyédi, Wittnyédy (Sárvár, 1612. december 20. – Nezsider, 1670. február 13.) 17. századi magyar ügyvéd, politikus, Sopron és  Sopron vármegye országgyűlési követe, az evangélikus oktatásügy támogatója, a költő Zrínyi Miklós bizalmi embere.

## Életpályája
Apja, Vitnyédy János gróf Nádasdy Pál jobbágya volt, de 1613-ban nemességet kapott, így fia már nemesként nőtt fel. Előbb Sárváron, majd Csepregen és Sopronban tanult. Nádasdy Pál szolgálatában, secretariusként (titkárként) kezdte pályafutását. 1636-tól Sopronban ügyvédként dolgozott, majd 1638-ban a város magyar jegyzője lett. 1640-ben házasságot kötött Raidel Zsuzsanna német polgárlánnyal, Endresz János külső tanácsnok (más forrás pékmesterként említi) nevelt lányával. 1646-ban Sopron országgyűlési követévé választották, de csak a következő évig maradt a város szolgálatában. 1647-ben Sopron vármegye főadószedője, a pénzügyek irányítója lett, ettől kezdve független ügyvédi tevékenységet is folytathatott. 1655-ben őt küldték a megye követéül az országgyűlésre. 
Ügyvédként széles ismeretségi körre tett szert. Kapcsolatba került a legnagyobb főnemesi családokkal és a vagyonos felföldi protestáns köznemesekkel egyaránt. Ügyvédi tevékenysége során lett bizalmas embere a költő Zrínyi Miklósnak.  
1660-ban felesége, majd 1662-ben nyolcéves kisfia is meghalt. Ezt követte 1664-ben Zrínyi Miklós halála, akinek odaadó híve volt. Valószínűleg Vitnyédy István pénzén jelent meg ebből az alkalomból az a verseskötet, amely 23 tübingeni tanuló német, latin és magyar nyelvű verseit gyűjtötte egybe (Honor Posthumus... szerk. Dömötöri György, Tübingen, 1664.). Zrínyi halála után tevékenységével az országos politika alakulására is hatással volt. Jelentős szerepet vállalt a Wesselényi-összeesküvésben, de ellenezte a törökkel kötendő esetleges szövetség tervét. 
Kapcsolatai révén, valamint ingatlanvásárlásokkal, szőlő- és bortermeléssel, kereskedelemmel jelentős vagyonra tett szert. A maga korához képest hatalmas, 550 tételből álló, zömmel latin nyelvű könyvtára volt. Fennmaradt magánlevelei alapján feltételezhető, hogy jelentős publicisztikai tevékenységet is folytatott. Vagyonából többek között protestáns iskolákat és egyházakat segélyezett, több diákot a maga költségén külföldi egyetemen taníttatott. Alumnusa volt többek között Zabán Izsák és Stürtzer Mátyás (szlovákul Matej Stürtzer), akik 1657. június 19-én iratkoztak be a Wittenbergi Egyetemre. Hozzájuk csatlakozott ugyanebben az évben Vitnyédy legidősebb fia, János és a tanulmányait felügyelő Losy Odor János. Pártfogoltja volt az Eperjesen tanuló Ensel János is, akit onnan 1658-ban szintén a wittenbergi egyetemre küldött. A Tübingeni Egyetem diákjai közül pártfogoltja Fabricius János és Dömötöri György.
Fontos szerepe volt mind a soproni magyar gimnázium (1658. július 11-én nyílt meg), mind az eperjesi evangélikus kollégium megszervezésében. Az utóbbi létrehozását igen jelentős összegű adománnyal is támogatta. A kollégium 1667. október 18-án nyitotta meg kapuit, és tanárai között volt Vitnyédy két korábbi alumnusa, Zabanius Izsák és Dömötöri György is. 
Vitnyédy István 1670 februárjában halt meg, így a Wesselényi-összeesküvés utáni megtorlástól megmenekült, de családját 1671-ben vagyonelkobzásra ítélték. Halála alkalmából Threnodia sive Lugubris Cantus címmel  kis füzet jelent meg Dömötöri György két nagyobb költeményével, több rövid gyászvers kíséretében (Kassa, 1870).
A Wesselényi-összeesküvést követő megtorlás idején Vitnyédy István két állítólagos levelét használták fel a protestáns lelkészek elleni perben. Bethlen Miklós önéletírásában koholmánynak minősítette mindkét levelet.
- Leveleinek kiadása: Fabó András, Vitnyédy István levelei 1652–1664, Adalékúl a XVII. század politikai és erkölcstörténetéhez, (Pest, 1871)
- További levelei: Jenei Ferenc, Wittnyédy István ismeretlen levelei (Soproni Szemle, 1966.).

„Leveleit kell olvasnunk, ha meg akarjuk érteni az ország hangulatát a Wesselényi-féle összeesküvés előtt. Leveleinek egysége van; Zrínyi körül forognak Vitnyédy gondolatai… Nemes hűségét szépen jellemzi az a levél, melyben arra kéri Zrínyit, hogy ne áldozza fel életét várának védelmében.”